# Minna Brinkmann
Minna Brinkmann, née le 28 septembre 1831 à Osterwieck et morte en 1890, est une compositrice allemande.

## Biographie
Minna Brinkmann naît le 28 septembre 1831 à Osterwieck. Elle compose plusieurs morceaux légers au piano tels que Auf Wiedersehen, Baechleins Raushen, impromptu ou encore Fruehlingslied,. In die Ferne, Im Thale et Gondelfahrt sont publiés en plusieurs éditions. Son œuvre total atteint le nombre de cent pièces. Elle déménage à Brunswick en 1879 après le décès de son mari et y meurt en 1890,.